# Sadni listni duplinar
Sadni listni duplinar (znanstveno ime Leucoptera malifoliella) je vešča iz družine zankastih listnih zavrtačev, ki je razširjena po celi Evropi.

## Opis in biologija
Odrasli metulji imajo premer kril okoli 8 mm, letajo pa med junijem in julijem.
Samica odlaga jajčeca na liste gostiteljskih rastlin. Iz jajčec izlegle gosenice se zarijejo v list, kjer se hranijo. Liste izjedajo v značilnih krogih, ki se na pogled kažejo kot okrogle rjave lise. Na enem listu je lahko tudi po več takih izvrtin. Napadeni listi se na poškodovanih mestih posušijo. Sadni duplinar ima v Sloveniji letno 2 do 3 rodove. Gosenice se zabubijo izven listov.
Sadni listni duplinar se hrani na različnih drevesih. Znani gostitelji so črna jelša, šmarna hrušica, aronija, navadna breza, puhasta breza, navadna panešplja, ostrogasti glog, enovratni glog, kutina, jablana,  lesnika, nešplja, češnja, višnja, sliva,  cibora, črni trn, hruška in jerebika ter tujerodne vrste Chaenomeles japonica, Malus baccata, Malus floribunda, Prunus fruticosa ter Prunus subhirtella.